# Wampirek (skała)
Wampirek – skała we wsi Czatachowa, w województwie śląskim, w powiecie myszkowskim, w gminie Żarki. Znajduje się w porośniętym lasem wzniesieniu po północnej stronie zabudowanego obszaru wsi. Pod względem geograficznym jest to obszar Wyżyny Częstochowskiej.
Skała znajduje się na wzgórzu Kaczmarka. Z Czatachowej można do niej dojść niebieskim Szlakiem Warowni Jurajskich w kierunku Złotego Potoku. Po kilkuset metrach od jego wejścia w las po prawej stronie odbiega ścieżka prowadząca na pierwsze wzgórze. Znajdują się na nim skały Wampirek i Verdon. Wampirek to zbudowana z twardych wapieni skalistych skała o wysokości 12 m, połogich, pionowych, lub przewieszonych ścianach z długim okapem o dużym wysięgu. Uprawiana jest na nim wspinaczka skalna. Jest 16 trudnych dróg wspinaczkowych oraz 4 projekty. Poprowadzono je w latach 2014–2016. Tylko jedna z dróg prowadząca zacięciem jest trójkowa, pozostałe mają trudność od VI do VI.6 w skali Kurtyki. Na prawie wszystkich drogach zamontowano stałe punkty asekuracyjne: ringi (r) i stanowiska zjazdowe (st). Wśród wspinaczy skalnych skała jest średnio popularna.
1. Projekt
2. Projekt

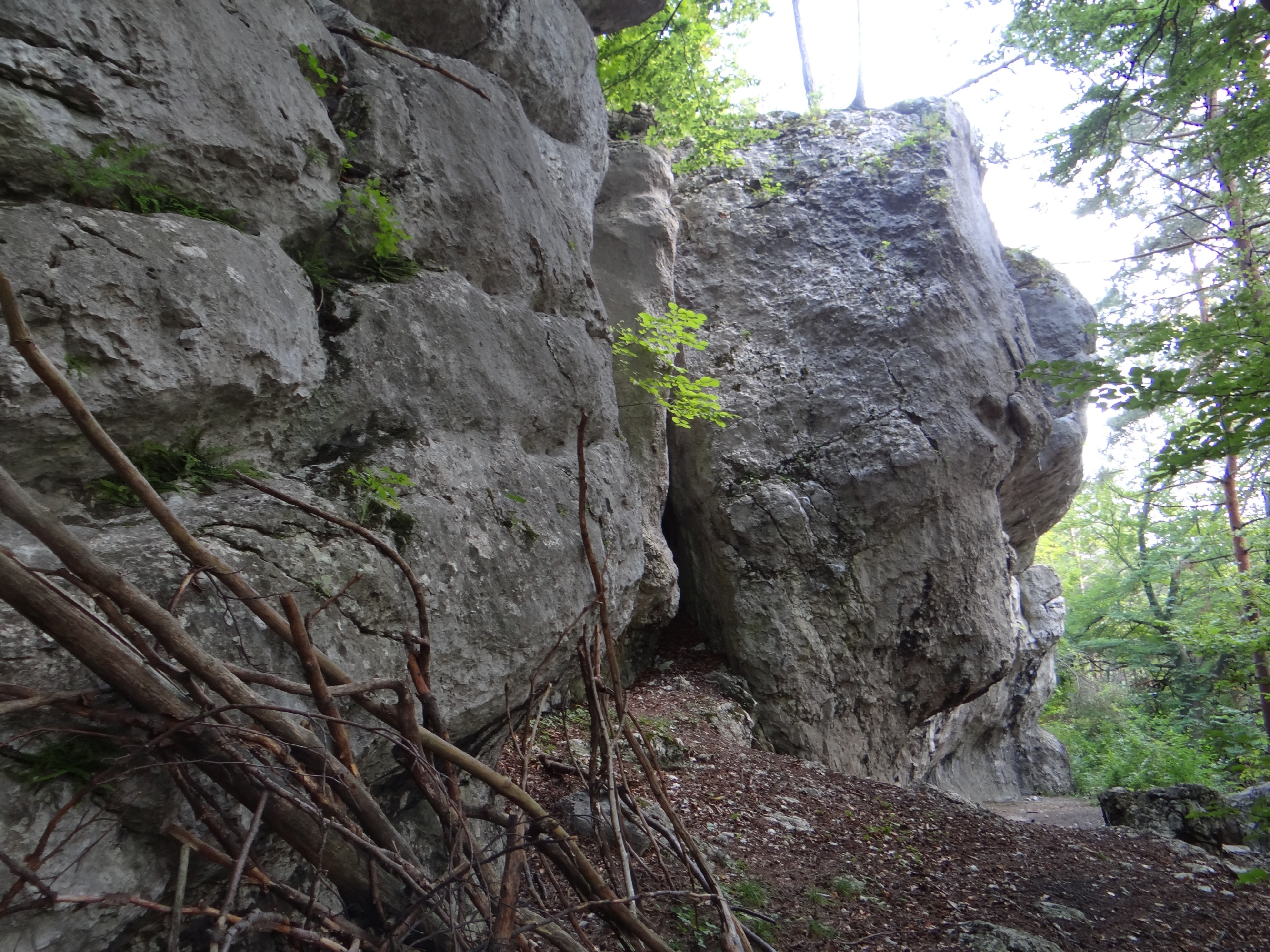
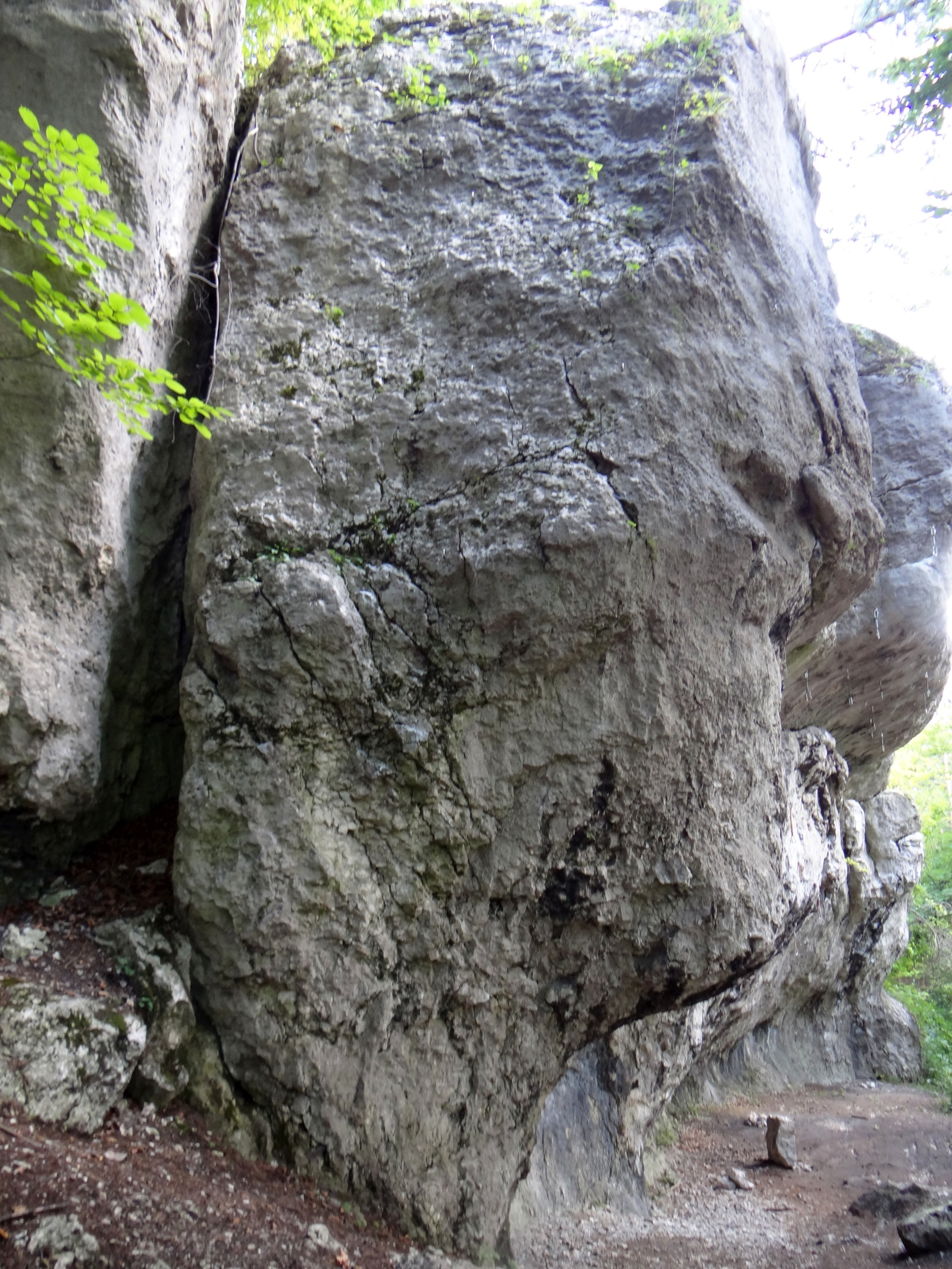
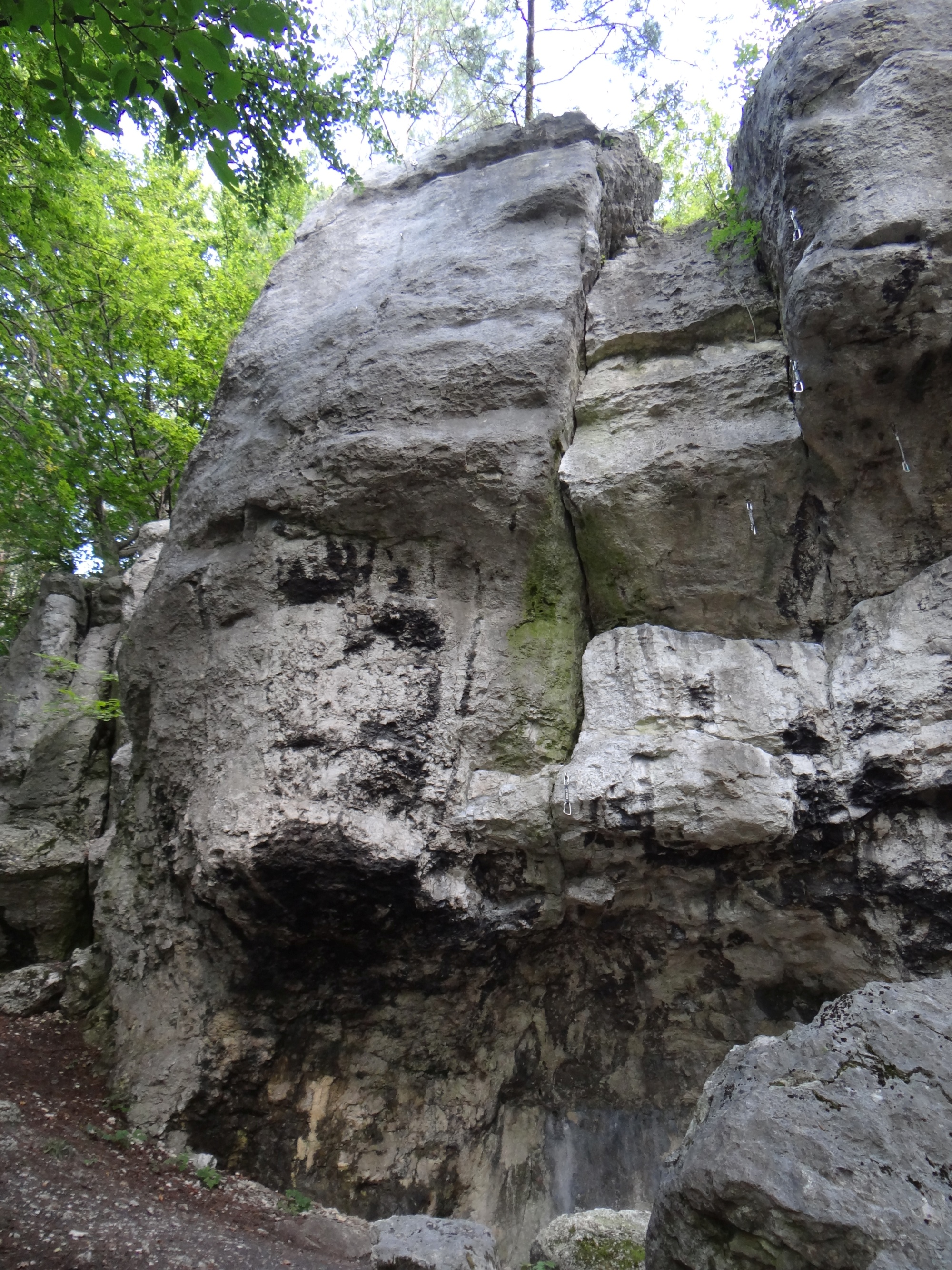
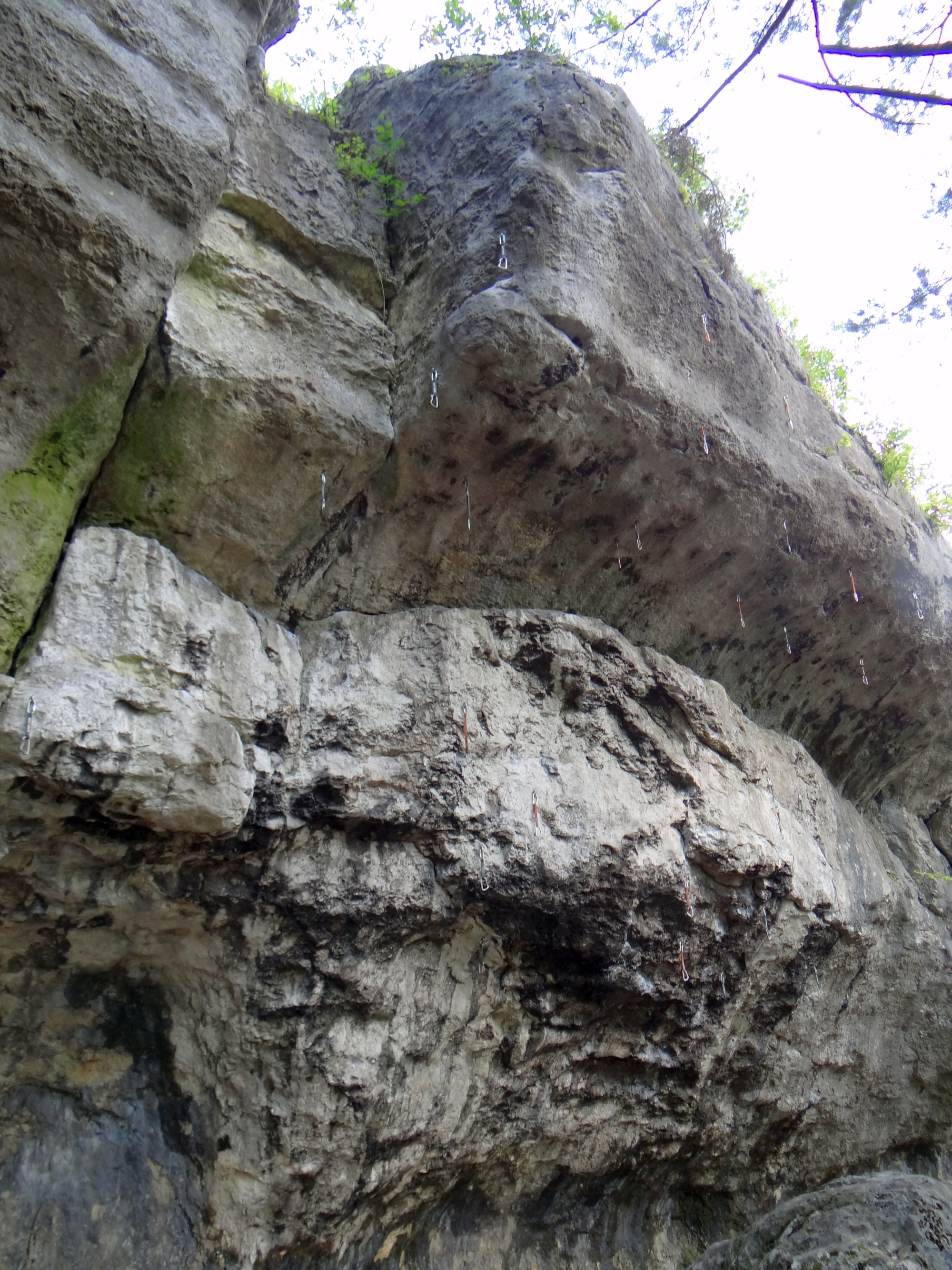
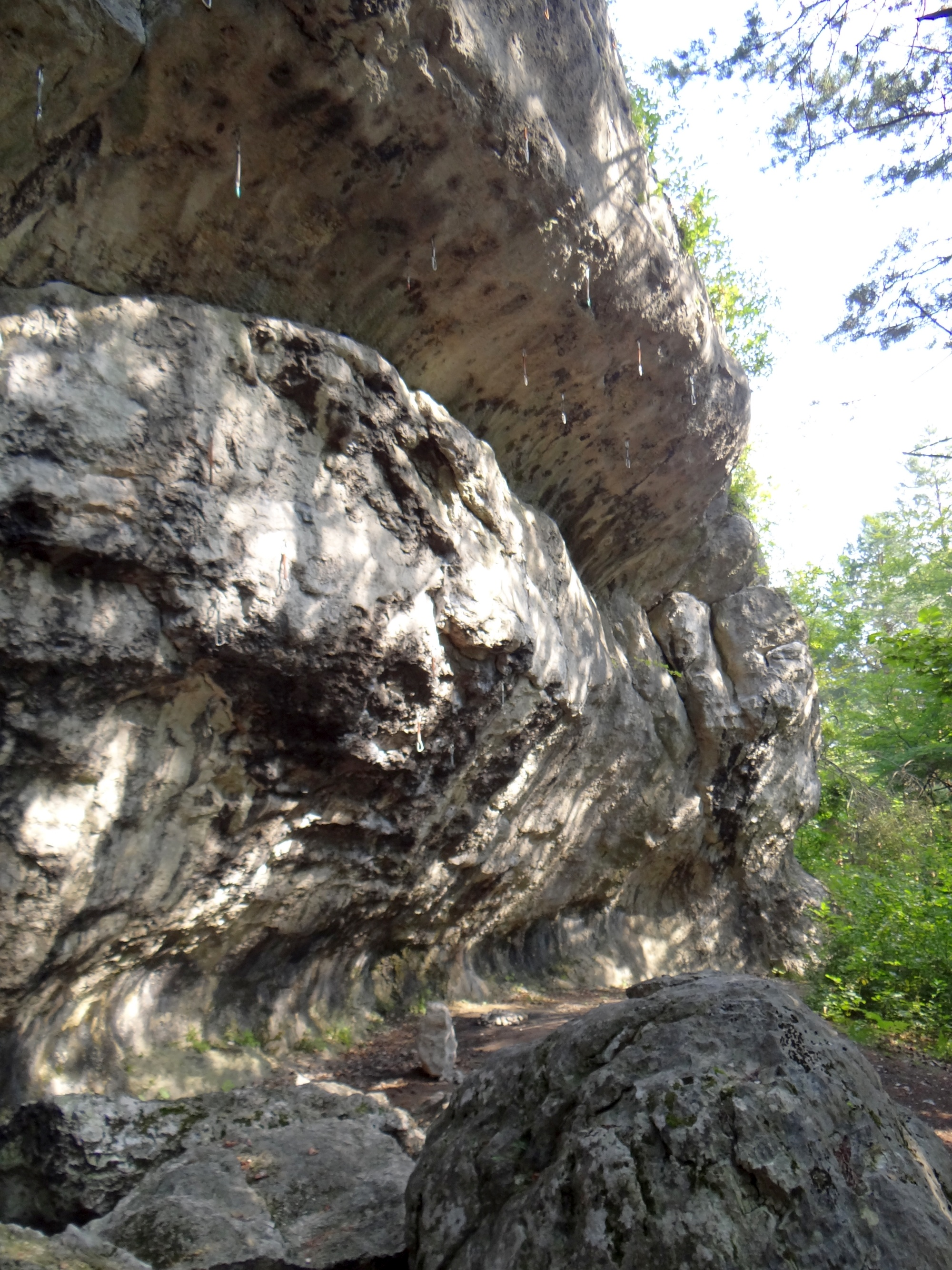
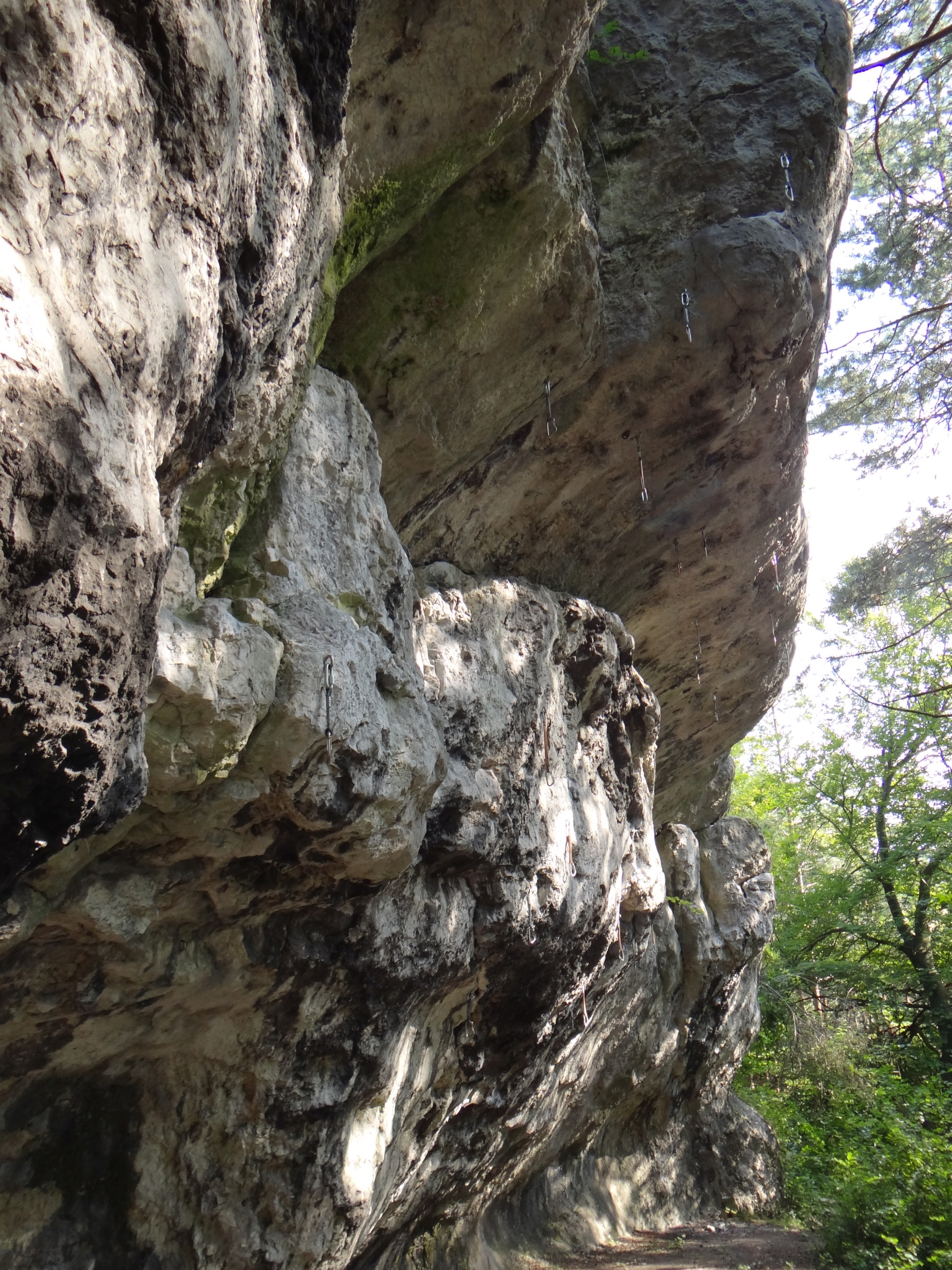
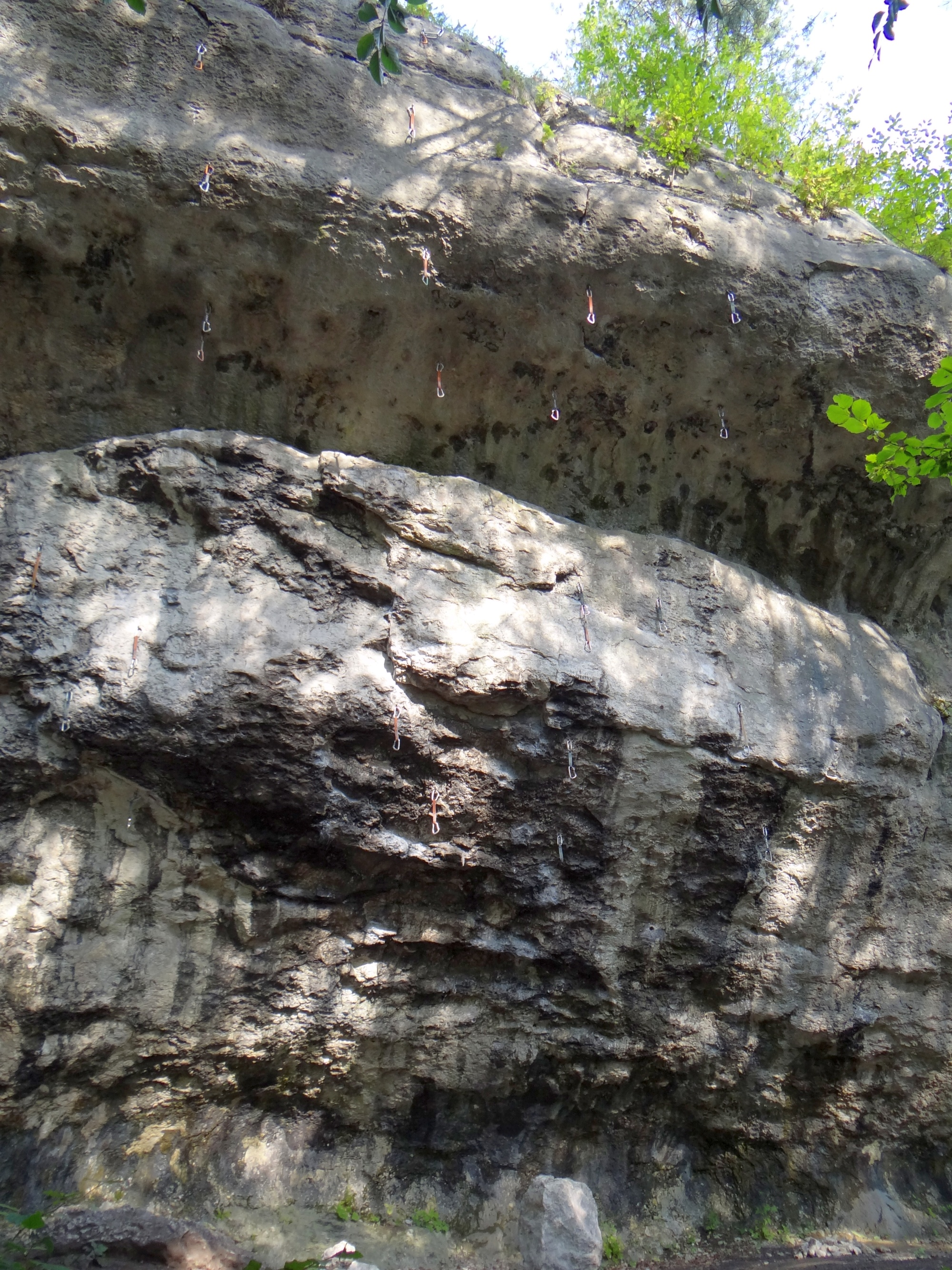
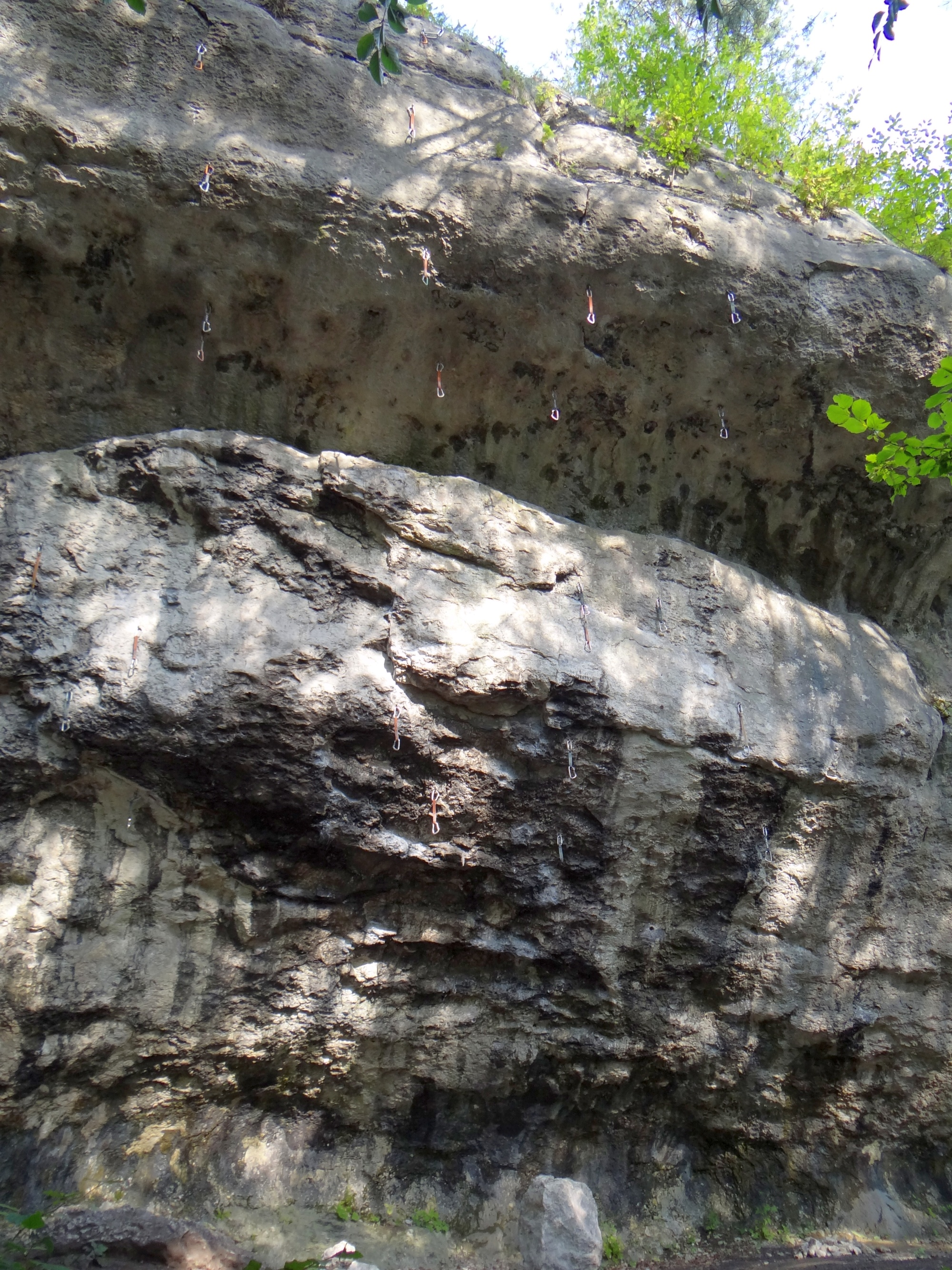

3. Łatwe zacięcie; III (nie wystarczą same ekspresy)
4. Nosferatu; VI.5+, 6r +st
5. One life; VI.3+, 1r
6. Zagadka nieśmiertelności; VI.3+/4, 6r + st
7. Szkody górnicze; VI.2+, 1r (nie wystarczą same ekspresy)
8. Wampirek; VI.4, 5r + st
9. Zombi; VI.4+, 3 r + st (zaleca się przedłużyć ekspres w drugim ringu)
10. Drakula; VI.5, 7r + st
11. Transylwania; VI.5+; 7r + st
12. Drag Drakula; VI.5+, 6r + st
13. Sen nocy letniej; VI.5+/6, 7r + st
14. Projekt
15. Nieustraszony pogromca wampirów; VI.5+, 6r + st
16. Nosferatu wampir; VI.2, 6r + st
17. Nosferatu wampir; VI.5+/6, 6r + st
18. Projekt; 6r + st
19. Projekt; 1r
20. Wampiry i świry; VI.2+, 4r + st
21. Projekt; 3r + st[4].

W skale Wampirek znajdują się 3 obiekty jaskiniowe: Schronisko na Kaczmarce Drugie, Schronisko na Kaczmarce Ósme i Wielki Okap na Kaczmarce.